# Port lotniczy Zakouma
Port lotniczy Zakouma – port lotniczy położony w Zakouma, w Czadzie.